# Sjölax
Sjölax este o arie protejată (arie de protecție specială avifaunistică — SPA) din Finlanda întinsă pe o suprafață de 134 ha, integral pe uscat.

## Localizare
Centrul sitului Sjölax este situat la coordonatele 60°08′32″N 22°52′00″E / 60.1422°N 22.8667°E.

## Înființare
Situl Sjölax a fost declarat arie de protecție specială avifaunistică în august 1998 pentru a proteja 26 de specii de animale.

## Biodiversitate
Situată în ecoregiunea boreală, aria protejată nu include niciun habitat protejat.
La baza desemnării sitului se află mai multe specii protejate de  păsări (26): lăcar mare (Acrocephalus arundinaceus), rață sulițar (Anas acuta), gâscă de semănătură (Anser fabalis), stârc cenușiu (Ardea cinerea), rață-cu-cap-castaniu (Aythya ferina), rața moțată (Aythya fuligula), Aythya marila, Branta leucopsis, bătăuș (Calidris pugnax), erete vânăt (Circus cyaneus), cristeiul de câmp (Crex crex), lebădă de iarnă (Cygnus cygnus), presură de grădină (Emberiza hortulana), șoimul rândunelelor (Falco subbuteo), cocor (Grus grus), pescăriță mare (Hydroprogne caspia), sfrâncioc roșiatic (Lanius collurio), Mergellus albellus, codobatura galbenă (Motacilla flava), ciocănitoare verzuie (Picus canus), ploier auriu (Pluvialis apricaria), Spatula clypeata, chiră de baltă (Sterna hirundo), Sterna paradisaea, fluierar de mlaștină (Tringa glareola), fluierarul cu picioare roșii (Tringa totanus).
Pe lângă speciile protejate, pe teritoriul sitului au mai fost identificate 1 specie de păsări.